# Comala (Colima)
Comala is een plaats in de Mexicaanse deelstaat Colima. De plaats heeft 8.927 inwoners (census 2005) en is de hoofdplaats van de gemeente Comala.
Comala is door het ministerie van toerisme benoemd tot een van de magische dorpen. De roman Pedro Páramo van Juan Rulfo speelt zich in Comala af.
Comala wordt ook wel "El Pueblo Blanco" genoemd, vanwege de witgekalkte huisjes en wordt vooral in de weekends druk bezocht door de inwoners van het op 10 kilometer afstand gelegen Colima, hoofdstad van de gelijknamige deelstaat.

## Galerij

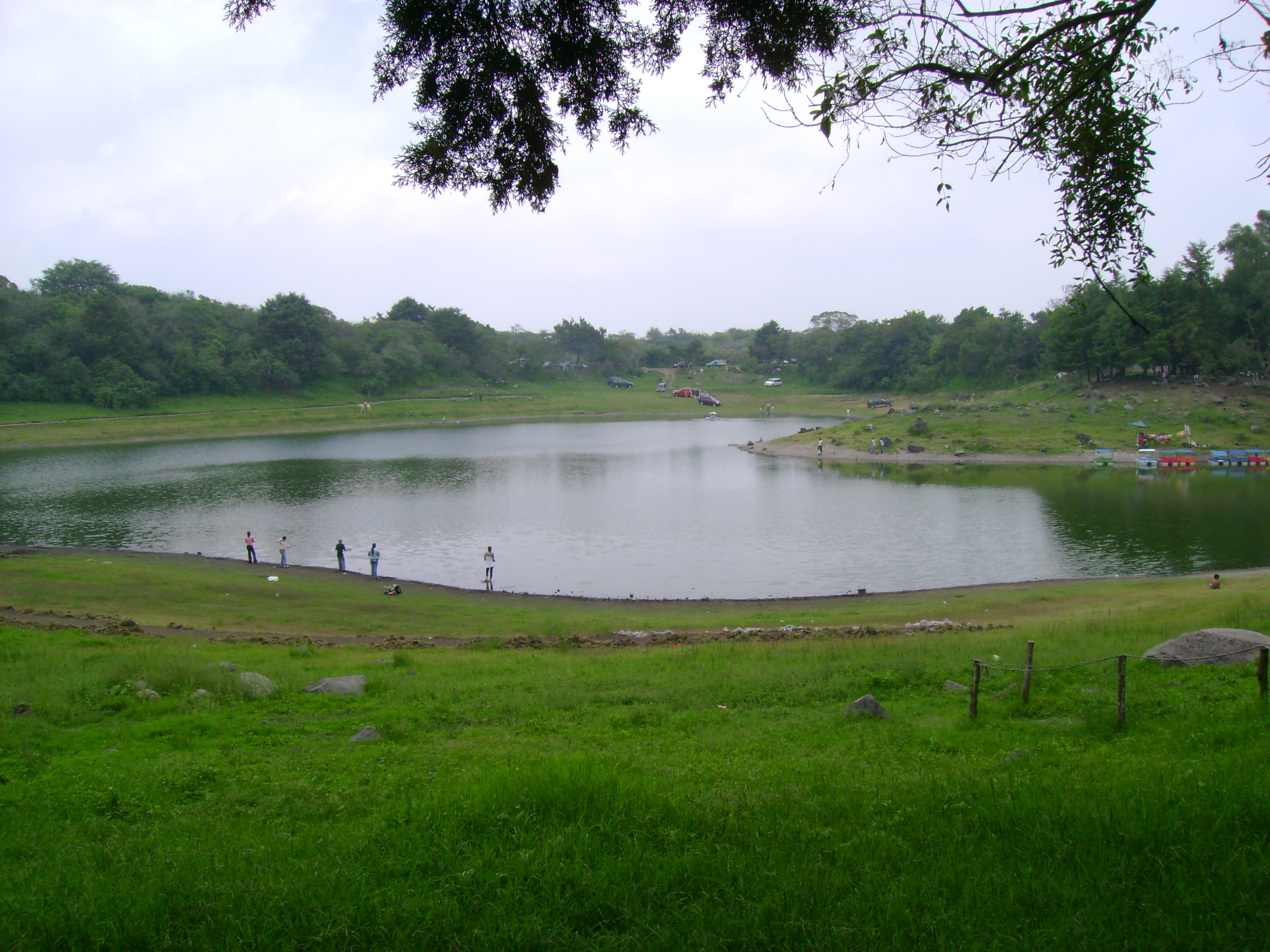
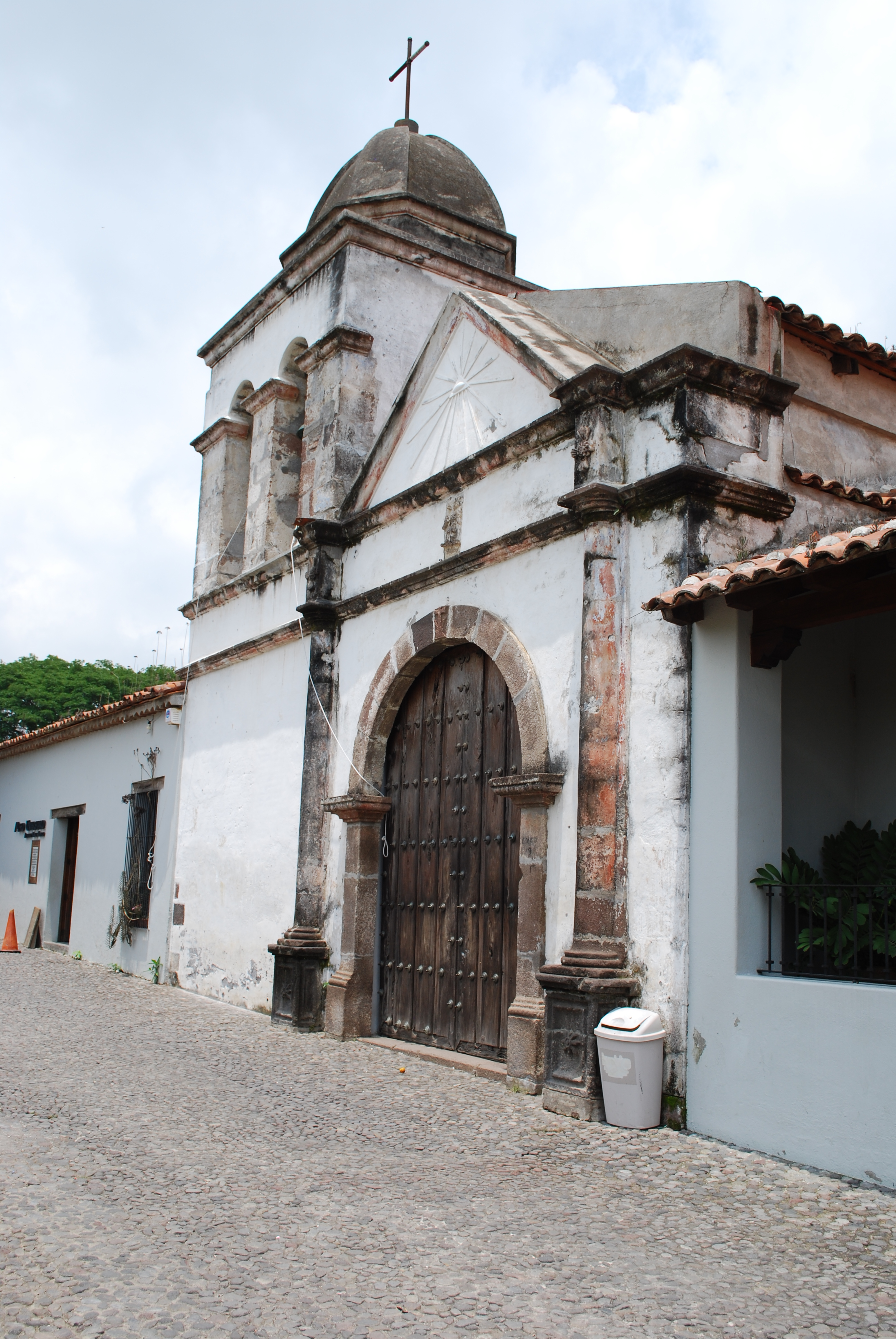
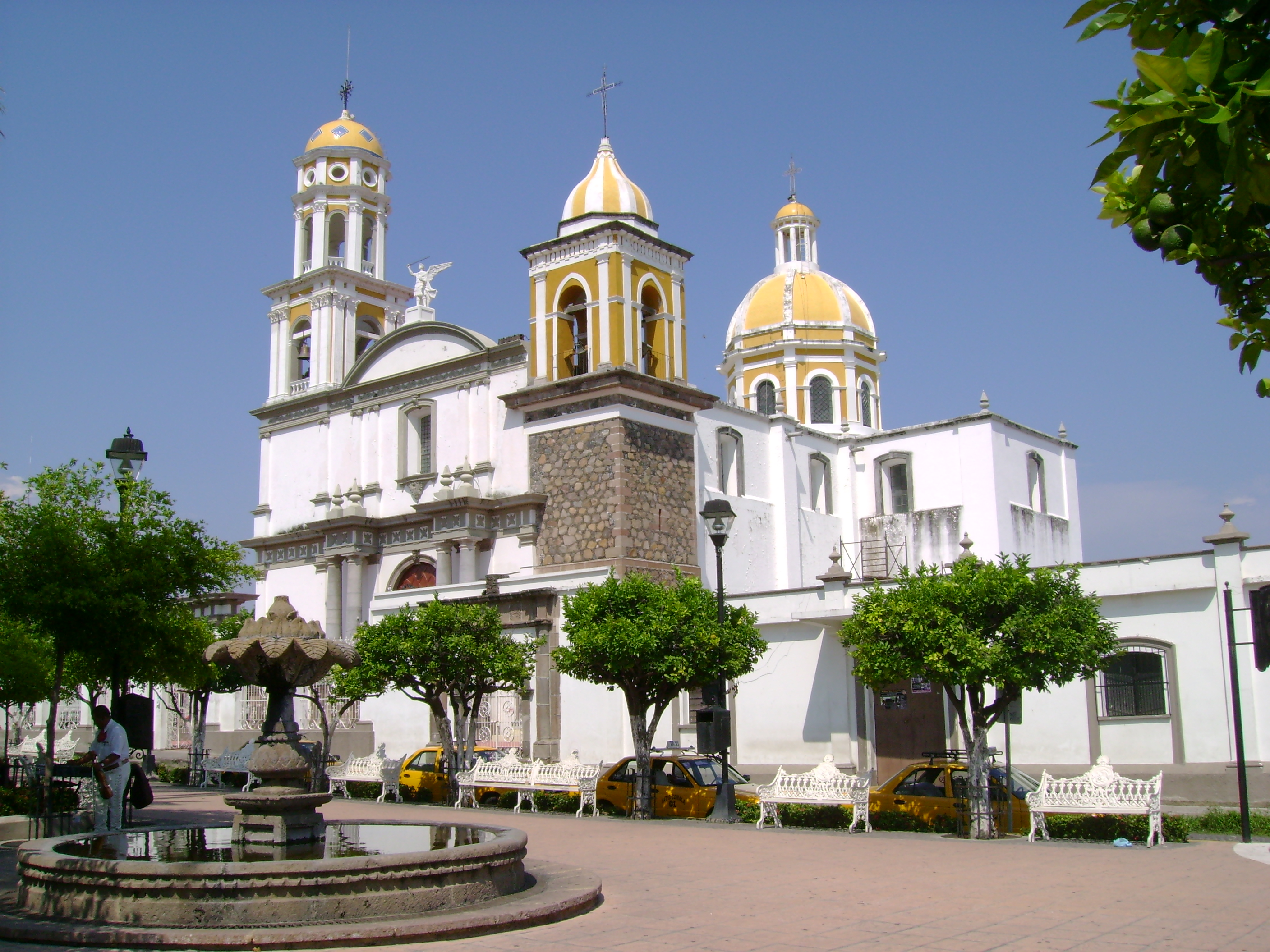